# Borna Sosa
Borna Sosa (Zagabria, 21 gennaio 1998) è un calciatore croato, difensore del Crystal Palace e della nazionale croata.

## Caratteristiche tecniche
Terzino sinistro di spinta - in grado di svolgere con efficacia entrambe le fasi di gioco - in possesso di una notevole velocità - a cui abbina buone doti tecniche ed un'elevata resistenza allo sforzo - e preciso nel servire cross ai compagni.

## Carriera

### Club
Giovanili e crescita in patria
Muove i suoi primi passi tra le file del Prečko, prima di approdare nel settore giovanile della Dinamo Zagabria all'età di otto anni. Esordisce in prima squadra il 7 marzo 2015 contro lo NK Zagabria, venendo schierato dal 1'.
Il 12 luglio 2016 esordisce nelle competizioni europee contro il Vardar, incontro preliminare valido per l'accesso alla fase finale di Champions League, subentrando al 66' al posto di Alexandru Mățel.
Stoccarda
Il 14 maggio 2018 viene acquistato a titolo definitivo dallo Stoccarda.
Ajax
Il 1º settembre 2023 viene acquistato dall'Ajax.
Prestito al Torino
Il 17 agosto 2024 viene ceduto in prestito annuale con diritto di riscatto al Torino, in Serie A. Debutta in maglia granata il 25 dello stesso mese, in campionato, subentrando a Mërgim Vojvoda nella vittoria interna per 2-1 contro l'Atalanta.
Crystal Palace
L'11 luglio 2025 viene acquistato dal Crystal Palace, con cui firma un contratto valido fino al 30 giugno 2028.

### Nazionale
Il 1º settembre 2021 fa il suo debutto con la nazionale maggiore, gioca tutti e 90 i minuti nella partita pareggiato 0-0 in casa della Russia.
Il 22 settembre 2022 realizza la sua prima rete per la Croazia nel successo per 2-1 in Nations League contro la Danimarca.
Il 9 novembre del 2022, viene inserito dal CT Zlatko Dalić nella lista dei convocati per i Mondiali di calcio in Qatar.

## Statistiche

### Presenze e reti nei club
Statistiche aggiornate al 14 febbraio 2025.
| Stagione                  | Squadra                   | Campionato                | Campionato | Campionato | Coppe nazionali | Coppe nazionali | Coppe nazionali | Coppe continentali | Coppe continentali | Coppe continentali | Altre coppe | Altre coppe | Altre coppe | Totale | Totale |
| Stagione                  | Squadra                   | Comp                      | Pres       | Reti       | Comp            | Pres            | Reti            | Comp               | Pres               | Reti               | Comp        | Pres        | Reti        | Pres   | Reti   |
| ------------------------- | ------------------------- | ------------------------- | ---------- | ---------- | --------------- | --------------- | --------------- | ------------------ | ------------------ | ------------------ | ----------- | ----------- | ----------- | ------ | ------ |
| 2014-2015                 | Dinamo Zagabria II        | 3.HNL                     | 0          | 0          | -               | -               | -               | -                  | -                  | -                  | -           | -           | -           | 0      | 0      |
| 2015-2016                 | Dinamo Zagabria II        | 2.HNL                     | 6          | 0          | -               | -               | -               | -                  | -                  | -                  | -           | -           | -           | 6      | 0      |
| 2016-2017                 | Dinamo Zagabria II        | 2.HNL                     | 5          | 0          | -               | -               | -               | -                  | -                  | -                  | -           | -           | -           | 5      | 0      |
| Totale Dinamo Zagabria II | Totale Dinamo Zagabria II | Totale Dinamo Zagabria II | 11         | 0          |                 | -               | -               |                    | -                  | -                  |             | -           | -           | 11     | 0      |
| 2014-2015                 | Dinamo Zagabria           | 1.HNL                     | 1          | 0          | CC              | 0               | 0               | -                  | -                  | -                  | SC          | 0           | 0           | 1      | 0      |
| 2015-2016                 | Dinamo Zagabria           | 1.HNL                     | 2          | 0          | CC              | 1               | 0               | UCL                | 0                  | 0                  | -           | -           | -           | 3      | 0      |
| 2016-2017                 | Dinamo Zagabria           | 1.HNL                     | 8          | 0          | CC              | 3               | 0               | UCL                | 3                  | 0                  | -           | -           | -           | 14     | 0      |
| 2017-2018                 | Dinamo Zagabria           | 1.HNL                     | 21         | 0          | CC              | 2               | 0               | UEL                | 0                  | 0                  | -           | -           | -           | 23     | 0      |
| Totale Dinamo Zagabria    | Totale Dinamo Zagabria    | Totale Dinamo Zagabria    | 32         | 0          |                 | 6               | 0               |                    | 3                  | 0                  |             | 0           | 0           | 41     | 0      |
| 2018-2019                 | Stoccarda                 | BL                        | 12         | 0          | CG              | 0               | 0               | -                  | -                  | -                  | -           | -           | -           | 12     | 0      |
| 2019-2020                 | Stoccarda                 | 2BL                       | 12         | 1          | CG              | 1               | 0               | -                  | -                  | -                  | -           | -           | -           | 13     | 1      |
| 2020-2021                 | Stoccarda                 | BL                        | 26         | 0          | CG              | 2               | 0               | -                  | -                  | -                  | -           | -           | -           | 28     | 0      |
| 2021-2022                 | Stoccarda                 | BL                        | 28         | 1          | CG              | 2               | 1               | -                  | -                  | -                  | -           | -           | -           | 30     | 2      |
| 2022-2023                 | Stoccarda                 | BL                        | 25+2       | 2          | CG              | 3               | 0               | -                  | -                  | -                  | -           | -           | -           | 30     | 2      |
| ago. 2023                 | Stoccarda                 | BL                        | 2          | 0          | CG              | 0               | 0               | -                  | -                  | -                  | -           | -           | -           | 2      | 0      |
| Totale Stoccarda          | Totale Stoccarda          | Totale Stoccarda          | 107        | 4          |                 | 8               | 1               |                    | -                  | -                  |             | -           | -           | 115    | 5      |
| 2023-2024                 | Ajax                      | ED                        | 16         | 0          | CO              | 0               | 0               | UEL+UECL           | 5+4                | 0                  | -           | -           | -           | 25     | 0      |
| 2024-2025                 | Torino                    | A                         | 19         | 0          | CI              | 1               | 0               | -                  | -                  | -                  | -           | -           | -           | 20     | 0      |
| Totale carriera           | Totale carriera           | Totale carriera           | 185        | 4          |                 | 15              | 1               |                    | 12                 | 0                  |             | 0           | 0           | 212    | 5      |

### Cronologia presenze e reti in nazionale
| Cronologia completa delle presenze e delle reti in nazionale ― Croazia | Cronologia completa delle presenze e delle reti in nazionale ― Croazia | Cronologia completa delle presenze e delle reti in nazionale ― Croazia | Cronologia completa delle presenze e delle reti in nazionale ― Croazia | Cronologia completa delle presenze e delle reti in nazionale ― Croazia | Cronologia completa delle presenze e delle reti in nazionale ― Croazia | Cronologia completa delle presenze e delle reti in nazionale ― Croazia | Cronologia completa delle presenze e delle reti in nazionale ― Croazia |
| Data                                                                   | Città                                                                  | In casa                                                                | Risultato                                                              | Ospiti                                                                 | Competizione                                                           | Reti                                                                   | Note                                                                   |
| ---------------------------------------------------------------------- | ---------------------------------------------------------------------- | ---------------------------------------------------------------------- | ---------------------------------------------------------------------- | ---------------------------------------------------------------------- | ---------------------------------------------------------------------- | ---------------------------------------------------------------------- | ---------------------------------------------------------------------- |
| 1-9-2021                                                               | Mosca                                                                  | Russia                                                                 | 0 – 0                                                                  | Croazia                                                                | Qual. Mondiali 2022                                                    | -                                                                      |                                                                        |
| 4-9-2021                                                               | Bratislava                                                             | Slovacchia                                                             | 0 – 1                                                                  | Croazia                                                                | Qual. Mondiali 2022                                                    | -                                                                      |                                                                        |
| 8-10-2021                                                              | Larnaca                                                                | Cipro                                                                  | 0 – 3                                                                  | Croazia                                                                | Qual. Mondiali 2022                                                    | -                                                                      |                                                                        |
| 11-11-2021                                                             | Ta' Qali                                                               | Malta                                                                  | 1 – 7                                                                  | Croazia                                                                | Qual. Mondiali 2022                                                    | -                                                                      |                                                                        |
| 14-11-2021                                                             | Spalato                                                                | Croazia                                                                | 1 – 0                                                                  | Russia                                                                 | Qual. Mondiali 2022                                                    | -                                                                      |                                                                        |
| 3-6-2022                                                               | Osijek                                                                 | Croazia                                                                | 0 – 3                                                                  | Austria                                                                | UEFA Nations League 2022-2023 - 1º turno                               | -                                                                      | 46’                                                                    |
| 22-9-2022                                                              | Zagabria                                                               | Croazia                                                                | 2 – 1                                                                  | Danimarca                                                              | UEFA Nations League 2022-2023 - 1º turno                               | 1                                                                      |                                                                        |
| 25-9-2022                                                              | Vienna                                                                 | Austria                                                                | 1 – 3                                                                  | Croazia                                                                | UEFA Nations League 2022-2023 - 1º turno                               | -                                                                      | 62’                                                                    |
| 23-11-2022                                                             | Al Khawr                                                               | Marocco                                                                | 0 – 0                                                                  | Croazia                                                                | Mondiali 2022 - 1º turno                                               | -                                                                      |                                                                        |
| 27-11-2022                                                             | Al Rayyan                                                              | Croazia                                                                | 4 – 1                                                                  | Canada                                                                 | Mondiali 2022 - 1º turno                                               | -                                                                      |                                                                        |
| 1-12-2022                                                              | Al Rayyan                                                              | Croazia                                                                | 0 – 0                                                                  | Belgio                                                                 | Mondiali 2022 - 1º turno                                               | -                                                                      |                                                                        |
| 9-12-2022                                                              | Al Rayyan                                                              | Croazia                                                                | 1 – 1 dts (4 – 2 dtr)                                                  | Brasile                                                                | Mondiali 2022 - Quarti di finale                                       | -                                                                      | 110’                                                                   |
| 13-12-2022                                                             | Lusail                                                                 | Argentina                                                              | 3 – 0                                                                  | Croazia                                                                | Mondiali 2022 - Semifinale                                             | -                                                                      | 46’                                                                    |
| 25-3-2023                                                              | Spalato                                                                | Croazia                                                                | 1 – 1                                                                  | Galles                                                                 | Qual. Euro 2024                                                        | -                                                                      |                                                                        |
| 8-9-2023                                                               | Fiume                                                                  | Croazia                                                                | 5 – 0                                                                  | Lettonia                                                               | Qual. Euro 2024                                                        | -                                                                      | 67’                                                                    |
| 12-10-2023                                                             | Osijek                                                                 | Croazia                                                                | 0 – 1                                                                  | Turchia                                                                | Qual. Euro 2024                                                        | -                                                                      | 80’                                                                    |
| 15-10-2023                                                             | Cardiff                                                                | Galles                                                                 | 2 – 1                                                                  | Croazia                                                                | Qual. Euro 2024                                                        | -                                                                      | 59’                                                                    |
| 21-11-2023                                                             | Zagabria                                                               | Croazia                                                                | 1 – 0                                                                  | Armenia                                                                | Qual. Euro 2024                                                        | -                                                                      |                                                                        |
| 23-3-2024                                                              | Cairo                                                                  | Tunisia                                                                | 0 – 0 (4 - 5 dtr)                                                      | Croazia                                                                | Amichevole                                                             | -                                                                      |                                                                        |
| 3-6-2024                                                               | Fiume                                                                  | Croazia                                                                | 3 – 0                                                                  | Macedonia del Nord                                                     | Amichevole                                                             | -                                                                      |                                                                        |
| 19-6-2024                                                              | Amburgo                                                                | Croazia                                                                | 2 – 2                                                                  | Albania                                                                | Euro 2024 - 1º turno                                                   | -                                                                      | 84’                                                                    |
| 5-9-2024                                                               | Lisbona                                                                | Portogallo                                                             | 2 – 1                                                                  | Croazia                                                                | UEFA Nations League 2024-2025 - 1º turno                               | -                                                                      |                                                                        |
| 8-9-2024                                                               | Osijek                                                                 | Croazia                                                                | 1 – 0                                                                  | Polonia                                                                | UEFA Nations League 2024-2025 - 1º turno                               | -                                                                      | 90’                                                                    |
| 12-10-2024                                                             | Zagabria                                                               | Croazia                                                                | 2 – 1                                                                  | Scozia                                                                 | UEFA Nations League 2024-2025 - 1º turno                               | -                                                                      |                                                                        |
| 15-10-2024                                                             | Varsavia                                                               | Polonia                                                                | 3 – 3                                                                  | Croazia                                                                | UEFA Nations League 2024-2025 - 1º turno                               | 1                                                                      |                                                                        |
| 18-11-2024                                                             | Spalato                                                                | Croazia                                                                | 1 – 1                                                                  | Portogallo                                                             | UEFA Nations League 2024-2025 - 1º turno                               | -                                                                      | 46’                                                                    |
| Totale                                                                 |                                                                        | Presenze                                                               | 26                                                                     |                                                                        | Reti                                                                   | 2                                                                      |                                                                        |

## Palmarès

### Club

#### Competizioni nazionali
- Campionato croato: 3

Dinamo Zagabria: 2014-2015, 2015-2016, 2017-2018
- Coppa di Croazia: 4

Dinamo Zagabria: 2014-2015, 2015-2016, 2016-2017, 2017-2018
- Community Shield: 1

Crystal Palace: 2025